# 'otai
ʻotai é uma bebida de frutas não-alcoólica originária da Polinésia ocidental e geralmente é feita como um acompanhamento refrescante para grandes refeições. Atualmente, a bebida é mais associada com a culinária de Tonga.

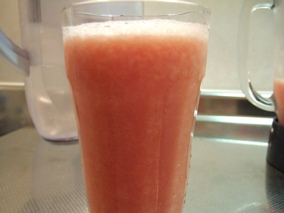
'otai.

Item clássico da gastronomia Tonganesa, obtido a partir da mistura de suco de melancia, leite de coco e, possivelmente, outros sucos de frutas como manga e abacaxi.